# GBU-28

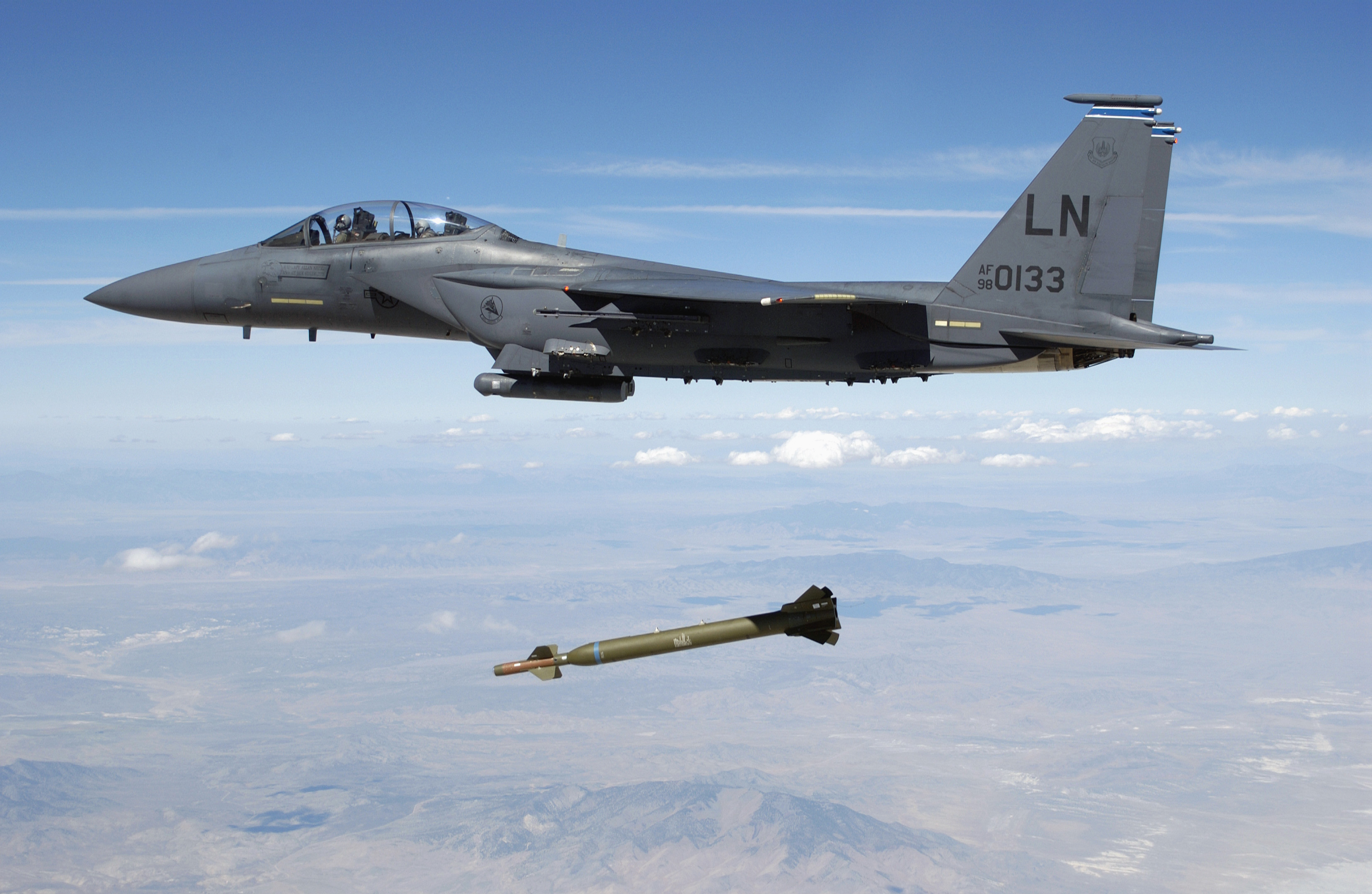
Rilascio di una GBU-28 da un F-15

La Guided Bomb Unit-28 (GBU-28) è una bomba guidata da 2.268 kg del tipo "bunker busting", in grado cioè di penetrare bersagli pesantemente corazzati o sotterranei. Come esplosivo utilizza il tritonal. Fa parte della famiglia delle Paveway.

## Storia
Prodotta originariamente dalla Texas Instruments, venne sviluppata in modo specifico per l'Operazione Desert Storm per distruggere i centri di comando sotterranei utilizzati dagli iracheni. Tuttavia, solo due di queste bombe sono state sganciate durante Desert Storm, da F-111F.

Soprannominate "deep throat" (gola profonda), le GBU-28 sono in grado di penetrare trenta metri di terra, oppure sei metri di calcestruzzo.

La prima esportazione di questo sistema d'arma, autorizzata nel mese di aprile 2005, è stata nei confronti di Israele, che ne ha acquistate 100 unità. La consegna delle armi è stata accelerata, su richiesta di Israele, nel luglio 2006. Infatti, secondo fonti militari israeliane, Hezbollah terrebbe i propri lanciarazzi in bunker e fortificazioni sotterranee.